# Dwurzędka

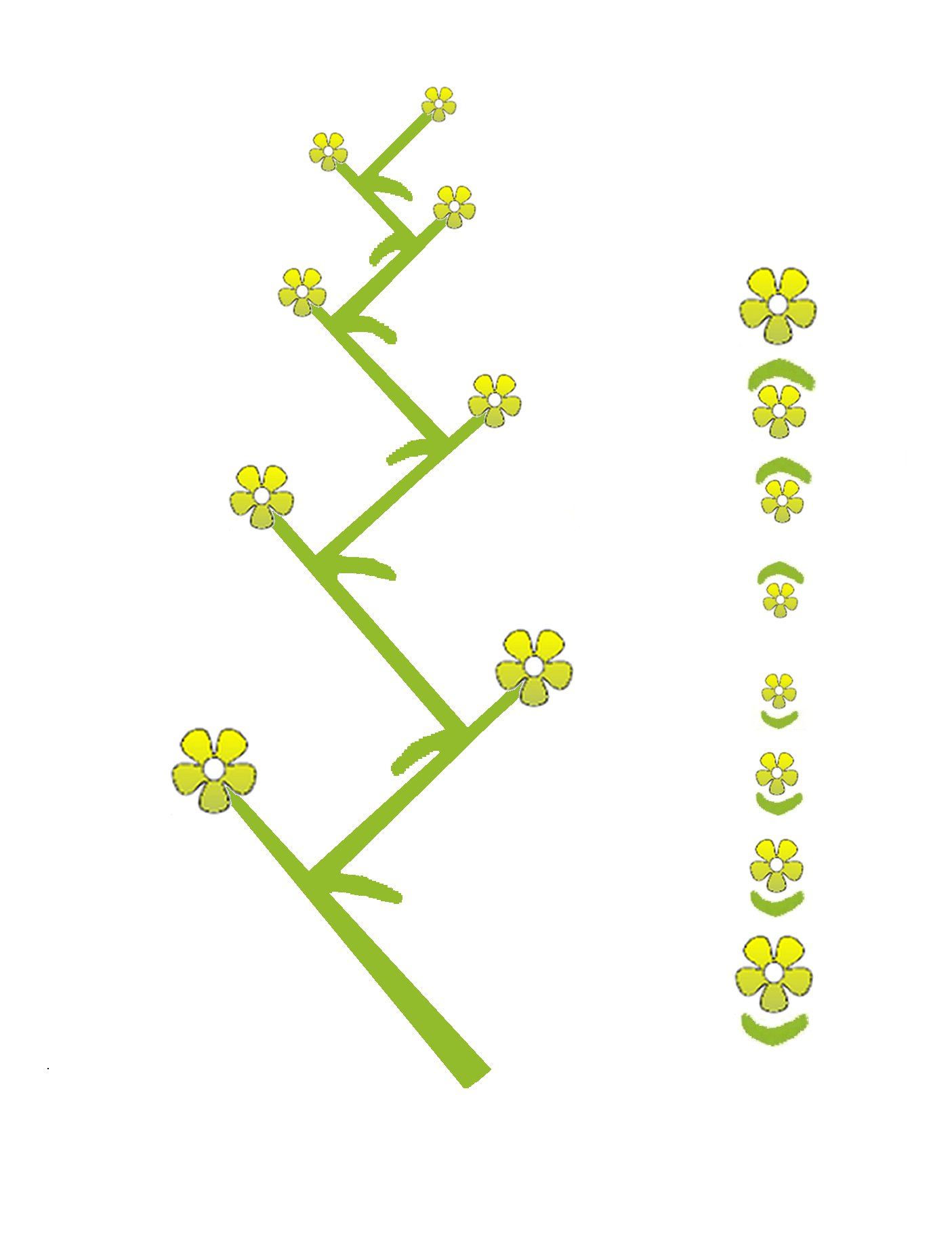

Dwurzędka – rodzaj kwiatostanu z grupy wierzchotek jednoramiennych. Ma kwiat na szczycie pędu. Gdy kwiat ten zaczyna się rozwijać, wyrasta (zazwyczaj z kąta liścia) odgałęzienie drugiego rzędu, które znowu kończy się kwiatem. Kolejne odgałęzienia wyrastają naprzemiennie po obu stronach. Jest to dość rzadko spotykany typ kwiatostanu, występuje np. u niektórych gatunków z rodziny kosaćcowatych.
Dwurzędka jest bardzo podobna do wachlarzyka, różni się od niego tym, że szypułki poszczególnych kwiatów mają mniej więcej tę samą długość i wskutek tego kwiaty w dwurzędce nie znajdują się na jednym poziomie.
Kwiaty w dwurzędce zaczynają kwitnąć od kwiatu znajdującego się w początkowej części kwiatostanu, stopniowo w kierunku pojawiających się osi drugiego, trzeciego i następnych rzędów. Jeżeli kwiatostan jest wzniesiony, kwiaty kwitną od dołu w górę. Listki, z kątów których wyrastają te osie noszą nazwę podsadek.